# نام رینگ

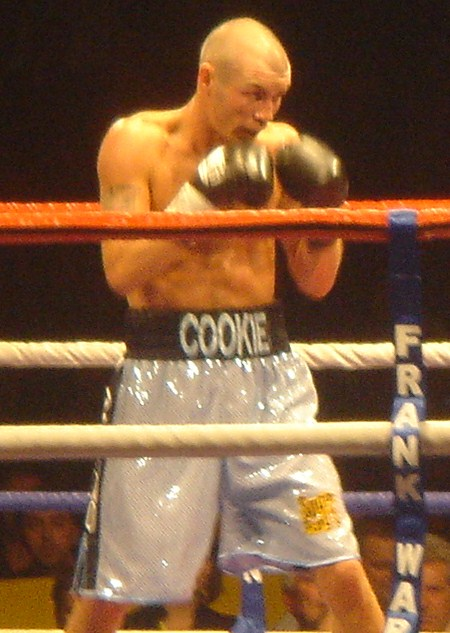
بوکسور انگلیسی نیکی کوک با نام رینگ خود کوکی که در بالای شلوارک آن نقش بسته

نام رینگ یا نام در حلقه (به انگلیسی: Ring name) یکی از انواع نام‌های هنری است که توسط ورزشکاران ورزش‌هایی مانند کشتی کج، هنرهای رزمی ترکیبی و بوکس که نام آن‌ها غیر جذاب، کسل‌کننده، دارای تلفظ یا املای دشوار، ناتوانی در سرگرم کردن و سایر دلایل استفاده می‌شود. از زمان ظهور اینترنت، کشف نام واقعی آن‌ها نسبتاً آسان شد.